# Bernhard Groethuysen
Bernhard Groethuysen (später dann Bernard Groethuisen; * 9. September 1880 in Berlin; † 17. September 1946 in Luxemburg) war ein deutsch-französischer Philosoph, Historiker und Übersetzer. Seine wissenschaftlichen Arbeiten bewegten sich an der Grenzlinie zwischen den Forschungsgebieten der Geschichte und der Soziologie.

## Leben und Wirken
Groethuysen war der zweite Sohn von insgesamt fünf Kindern des aus Straelen am Niederrhein stammenden Arztes und Sanitätsrates Philipp Groethuysen. Seine Mutter Olga, geborene Groloff, entstammte einer russischen Immigrantenfamilie.
Groethuysen entstammte dem Berliner Bildungsbürgertum, schon früh lernte er die französische Sprache und wurde nach römisch-katholischem Ritus getauft. Sein Vater litt an einer psychischen Erkrankung und bedurfte ab dem Jahre 1885 der Behandlung in einem Sanatorium. Aus diesem Grunde zog die Familie von Berlin nach Baden-Baden. Groethuysen wurde in Baden-Baden eingeschult und besuchte auch ein dortiges Gymnasium. Im Jahre 1898 erlangte er seine Matura und ging hiernach zum Studium nach Wien. Im Wintersemester 1898/99 begann er das Studium der Philosophie, Nationalökonomie und Kunstgeschichte.
Weitere Studien folgten an den Universitäten von München und Berlin. An den Universitäten in Wien und Berlin hörte Groethuysen Vorlesungen und besuchte Seminare bei Theodor Gomperz, Georg Simmel, Heinrich Wölfflin und Wilhelm Dilthey. Zum Wintersemester 1901/02 kehrte er nach Berlin zurück, wo er im Jahre 1903 bei Carl Stumpf mit einer Arbeit über Das Mitgefühl promoviert wurde.
Nunmehr Schüler von Wilhelm Dilthey, legte er eine philosophiegeschichtliche Habilitationsschrift über das Naturrecht in der Zeit vor der französischen Revolution vor. Im Jahre 1907 habilitierte er sich und erhielt einen Ruf als Privatdozent an die Berliner Universität. Seine Forschungen zu den geistes- und kulturgeschichtlichen Voraussetzungen der französischen Revolution wurden von ihm fortgeführt, und so folgte eine mehrbändige Analyse der Geistesgeschichte des Ancien Régime, ein Themenkomplex, der ihn noch über zwanzig Jahre beschäftigte. Das Ergebnis legte er mit Die Entstehung der bürgerlichen Welt- und Lebensanschauung in Frankreich (1927) vor.
Groethuysens Name steht aber auch für die Rezeption Denis Diderots im 20. Jahrhundert. Seine Arbeit La pensée de Diderot (1913) wurde zum Mittelpunkt für weitere Reflexionen, Fragestellungen und Arbeiten, die das Diderotverständnis im weiteren Verlauf beeinflussen sollten. Für Groethuysen ist der Philosoph der Aufklärung ein esprit scientifique und ein esprit imaginatif also ein wissenschaftlicher und fantasievoller Geist. Groethuysen versuchte in Œuvres de Denis Diderot und deren thematisch philosophischen Vielfalt mit vordergründig inhaltlichen Widersprüchlichkeiten eine Einheit und Einzigartigkeiten der Denkungsart von Denis Diderot herauszustellen.
Den Ausbruch des Ersten Weltkrieges erlebte er in Paris, wo er sich wie schon oft zuvor zu Studienzwecken aufhielt. Ursprünglich wollte Groethuysen nach Rouen reisen. Jedoch internierte man ihn und viele andere Deutsche im Februar 1915. Insgesamt vier Jahre bis zum Kriegsende blieb er unter behördlicher Aufsicht in der Nähe von Châteauroux (Indre) bzw. Déols im Camp de Bitray.
Mit Margarete Susman verband ihn eine enge Freundschaft. An den sogenannten wöchentlichen jours im Hause von Georg Simmel, welche ein Zentrum für Intellektuelle, Künstler und Wissenschaftler darstellten, lernte Susman nicht nur Groethuysen kennen, sondern auch Ernst Bloch, Martin Buber und Georg Lukács. Ebenso zählte er zum Kreis um Aline Mayrisch-de Saint-Hubert (1874–1947)., zu dem auch Paul Claudel, Jean Guéhenno, Jacques Rivière, Karl Jaspers, André Gide, Jean Schlumberger, Ernst Robert Curtius, Annette Kolb, Walter Rathenau, Marie Delcourt und Richard Coudenhove-Kalergi gehörten.
Wenn er auch in seinen politischen Ansichten dem Kommunismus nahezustehen schien, war seine philosophische Weltanschauung geprägt durch die Phänomenologie. In den Nachkriegsjahren wurde Frankreich und insbesondere Paris zu Groethuysens Lebensmittelpunkt. Hier lernte er die in Frankreich lebende Kommunistin und Reformpädagogin Alix Guillian (1876–1951) kennen. Die Lebensgefährtin wohnte in einem Künstleratelier in der Rue Campagne-Première. Hier freundete er sich auch mit dem Schriftsteller André Gide an, den er über Jean Paulhan und Charles Du Bos kennengelernt hatte. Auch mit André Malraux war er befreundet. Seine Vorlesungen in Berlin hielt er nur in den wenigen Monaten des Sommersemesters. Für das französische Verlagshaus Éditions Gallimard übertrug er Werke von Goethe ins Französische und schrieb ein Vorwort zu dem von Alexandre Vialatte (1901–1971) übersetzten Werk von Franz Kafka, Der Process. In diesem Verlag Gallimard begründete Groethuysen mit dem Verlagslektor Jean Paulhan im Jahre 1927 die Publikationsreihe Bibliothèque des Idées.
Mit dem Jahr 1933 hielt er aus Protest gegen den Nationalsozialismus in Berlin keine Vorlesungen mehr ab und nahm im Jahre 1937 die französische Staatsbürgerschaft an. Seine Lehrberechtigung wurde ihm im Deutschen Reich mit dem Jahre 1938 aberkannt.
Groethuysen starb in Luxemburg an den Folgen einer Lungenkrebs-Erkrankung in der Klinik Sainte-Élisabeth.

## Werke (Auswahl)
- Das Mitgefühl. Dissertation (1903).
- La pensée de Diderot (1913).
- Die Entstehung der bürgerlichen Welt- und Lebensanschauung in Frankreich (1927 und 1930).
- Philosophische Anthropologie (1928).
- Die Dialektik der Demokratie (1932).
- Unter den Brücken der Metaphysik (1968).
- Philosophie der Französischen Revolution (1989).